# Herrens stora sköna dag
Herrens stora sköna dag är en psalm med text från 1922 av Otto Witt och musik från 1912 av Johannes Alfred Hultman.

## Publicerad i
- Segertoner 1930 som nr 286.
- Segertoner 1988 som nr 652 under rubriken "Jesu återkomst".[1]